# Hocus Pocus (película)
Hocus Pocus (titulada Abracadabra en Hispanoamérica y El retorno de las brujas en España) es una película estadounidense de 1993, dirigida por Kenny Ortega y protagonizada por Bette Midler, Kathy Najimy, Sarah Jessica Parker, Omri Katz, Thora Birch y Vinessa Shaw. Buena Vista Pictures distribuyó la película, la cual fue estrenada el 16 de julio de 1993 en Estados Unidos.

## Argumento
El 31 de octubre de 1693, durante los juicios por brujería de Salem, Thackery Binx ve a su hermana Emily adentrarse en el bosque con una anciana dirigiéndose a la cabaña de tres brujas. Allí, las hermanas Sanderson Winifred, Mary y Sarah, hacen un hechizo en Emily para absorber su juventud y recuperar la suya, matándola en el proceso. Binx confronta a las brujas, quienes lo transforman en un gato negro inmortal con el fin de que viva con la culpa de no haber podido salvar a Emily. Los habitantes del pueblo, dirigidos por el padre de Binx y Emily capturan y ahorcan a las brujas; pero antes de morir, Winifred hace un hechizo que dicta que las hermanas resucitarán cuando en una luna llena en la víspera del Día de Todos los Santos alguien virgen encienda la vela de llama negra. Después de esto, el gato Binx promete proteger la cabaña para asegurarse que nadie invoque a las brujas.
300 años después, el 31 de octubre de 1993, Max Dennison se muda de Los Ángeles a Salem con sus padres y su hermana Dani. Mientras exploran la ciudad, él y Dani se encuentran con Allison cuya familia mantiene la cabaña de las Sanderson como un museo. Max sugiere que vayan ahí para impresionar a Allison y le promete a Dani acompañarla al año siguiente a pedir dulce o truco si acepta ir con ellos.
Investigando dentro de la cabaña, Max enciende la vela de llama negra y resucita a las brujas, quienes planean continuar su plan de succionar las vidas de todos los niños de Salem comenzando con Dani. Max, Dani y Allison logran escapar y el primero roba el libro de hechizos de Winifred a petición de Binx. Las brujas los siguen hasta el cementerio donde Winifred resucita a su novio infiel: Billy Butcherson, ahora como zombi con el fin de que los persiga. En el pasado, Billy había sido encontrado teniendo relaciones sexuales con Sarah, así, Winifred la mayor de las hermanas lo envenenó y le cosió la boca para que no pudiera decir sus secretos, aun estando muerto. Las tres brujas tratan de adaptarse al siglo XX, pero se horrorizan al saber de la existencia del Halloween. Pese a esto intentan seguir con sus planes para no desintegrarse a la salida del sol. Ellas buscan a los niños a través de la ciudad usando el sentido del olfato de Mary. Allison, Max y Dani encuentran a los padres de estos últimos en una fiesta de Halloween, donde Winifred hechiza a los asistentes para bailar y cantar después de interpretar una versión alternativa de «I Put a Spell on You». Los chicos deciden ir a la escuela y allí atrapan a las brujas en un horno para quemarlas vivas. Cuando ellos celebran pensando que las han matado, las brujas reviven y secuestran a Dani y Binx después de que Max y Allison abrieran el libro de hechizos. Posteriormente, Sarah usa su voz de sirena para hipnotizar y atraer a los niños de Salem a la cabaña de las Sanderson. Max y Allison rescatan a Dani y Binx con la camioneta del Papá de Max, haciendo creer a las brujas que la salida de sol se adelantó una hora.
De vuelta en el cementerio Max se encuentra con Bill, y éste toma la navaja de Max para cortar su boca cosida y después insultar a Winifred uniéndose a Max para proteger a Dani. Las brujas los atacan y Winifred los amenaza con robar la vida de Dani con la poción que lograron salvar después de que Max tirara toda la del caldero. Binx salta sobre Winifred y hace que ésta suelte la botella con la poción y Max la atrape por lo que Winifred arroja a Binx al suelo y lo hiere de muerte. En vez de romper el frasco Max lo bebe en forma de sacrificio para así evitar que mate a Dani. Cuando el sol sale, Winifred no logra robar la juventud de Max pues cae en el suelo sagrado del cementerio, y el sol la convierte a ella y sus otras hermanas en piedras para luego hacerse polvo. Mientras Billy regresa a su tumba, Binx muere liberando su alma, este agradece a Max, Dani y Allison por la ayuda y se despide, antes que Emily aparezca y ambos puedan descansar juntos. 
Durante los créditos finales, los asistentes de la fiesta son librados del hechizo y regresan a casa. En la cabaña, Jay y Ernie (apodado a sí mismo como Ice) los dos adolescentes que molestaban a Max y a Dani, se mantienen presos en las jaulas en que las tres malvadas brujas los habían puesto, mientras pasan el tiempo cantando «Row, Row, Row Your Boat». Sin saberlo, el libro de hechizos de Winifred abre su ojo.

## Reparto
- Bette Midler como Winifred «Winnie» Sanderson, la líder y la mayor de las Hermanas Sanderson. Es la más dominante de las tres hermanas, solo desea vivir eternamente para sembrar el pánico en la humanidad y ser la bruja más poderosa del mundo existente.
- Kathy Najimy como Mary Sanderson, la hermana mediana. Es la más curiosa de las tres hermanas, conocida por su super desarrollado sentido del olfato y su buen gusto por la comida.
- Sarah Jessica Parker como Sarah Sanderson, la menor de las hermanas. Es la más inocente de las tres hermanas, una chica sensual por naturaleza que tiene a los hombres locos por ella, también tiene una voz de sirena que saca provecho para hipnotizar con su canto.
- Omri Katz como Max Dennison, un adolescente oriundo de Los Ángeles, California, quien se traslada a Salem, Massachusetts, con su familia. Anteriormente no creía en Halloween, hasta que vive una gran aventura en una batalla contra las Hermanas Sanderson.
- Thora Birch como Dani Dennison, la hermana pequeña de Max y una entusiasta amante del dulce o truco.
- Vinessa Shaw como Allison, una residente nativa de Salem y a su vez interés amoroso de Max.
- Sean Murray como Thackery Binx; un adolescente de Salem en 1693, quien siguió a su hermana Emily dentro del bosque donde falla en su intento de rescatarla de las hermanas Sanderson. Las brujas en su cabaña lo transforman en un gato inmortal, cuya voz es realizada por Jason Marsden.
- Doug Jones como Billy Butcherson; amante de Winifred, quien la engañó con Sarah, por lo cual Winifred le cosió la boca y lo envenenó convirtiéndolo luego en un zombi.
- Charles Rocket como Dave Dennison, el padre de Max y Dani.
- Stephanie Faracy como Jenny Dennison, la madre de Max y Dani.
- Amanda Shepherd como Emily Binx, la hermana pequeña de Thackery en 1693.
- Larry Bagby como Ernie / «Ice», el líder de un grupo de delincuentes juveniles.
- Tobias Jelinek como Jay, otro delincuente y amigo de Ernie.
- Steve Voboril como Elijah, un amigo de la granja donde vivían Thackery y Emily en 1693.
- Norbert Weisser como el Sr. Binx, el padre de Thackery y Emily.
- Kathleen Freeman como la Sra. Olin, la maestra de Max y Allison en la escuela.

Adicionalmente, los hermanos Garry y Penny Marshall realizan apariciones no acreditadas como «El Diablo» y la esposa de «El Diablo», respectivamente.

## Música
Todas las canciones escritas y compuestas por John Debney, excepto por la pista veintiuno, que es interpretada por Sarah Jessica Parker con música de James Horner y letra de Brock Walsh. 
| Edición especial de Intrada |                                              |          |  |
| N.º                         | Título                                       | Duración |  |
| 1.                          | «Main Title»                                 | 1:29     |  |
| 2.                          | «Garden of Magic» / «Thackery Follows Emily» | 2:25     |  |
| 3.                          | «Witches' Lair»                              | 5:41     |  |
| 4.                          | «To the Stake»                               | 0:25     |  |
| 5.                          | «Death to the Witches»                       | 1:10     |  |
| 6.                          | «Meeting Allison»                            | 2:02     |  |
| 7.                          | «Max Loses Shoes»                            | 0:35     |  |
| 8.                          | «Hallowe'en»                                 | 1:10     |  |
| 9.                          | «Max and Dani»                               | 1:20     |  |
| 10.                         | «Divertimento No. 17 in D, K. 334»           | 3:42     |  |
| 11.                         | «To the Witches' House We Go»                | 2:23     |  |
| 12.                         | «The Black Candle»                           | 2:22     |  |
| 13.                         | «Witches on a Rampage»                       | 4:24     |  |
| 14.                         | «Graveyard Attack»                           | 3:54     |  |
| 15.                         | «The Calming Circle»                         | 3:00     |  |
| 16.                         | «The Master»                                 | 0:15     |  |
| 17.                         | «Fingers»                                    | 1:08     |  |
| 18.                         | «Springing the Trap»                         | 4:37     |  |
| 19.                         | «Winnie's Lament»                            | 3:05     |  |
| 20.                         | «Witches Flight»                             | 3:15     |  |
| 21.                         | «Sarah's Theme»                              | 2:08     |  |
| 22.                         | «Max Fools the Witches»                      | 2:57     |  |
| 23.                         | «Winnie Catches Up»                          | 0:47     |  |
| 24.                         | «Billy Speaks»                               | 1:30     |  |
| 25.                         | «Witches Capture Dani»                       | 4:52     |  |
| 26.                         | «Witches Demise» / «Resurrection»            | 4:50     |  |
| 27.                         | «End Credits»                                | 3:10     |  |
| 28.                         | «Witches' Lair Pt. 3» (versión original)     | 0:29     |  |
| 29.                         | «Witches Take Dani» (alternativa)            | 1:33     |  |
| 30.                         | «Winnie Catches Up» (alternativa)            | 0:37     |  |
| 31.                         | «String Tremolo»                             | 0:19     |  |
| 32.                         | «End Credits» (alternativa)                  | 1:50     |  |
| 46:04                       |                                              |          |  |

## Premios y nominaciones
| Año  | Premiación            | Nominado(s)          | Categoría | Resultado | Ref.  |
| ---- | --------------------- | -------------------- | --- | --------- | ----- |
| 1994 | Premios Saturn        | Bette Midler         | Mejor actriz                                                                                                  | Nominada  | [ 3 ] |
| 1994 | Premios Saturn        | Kathy Najimy         | Mejor actriz de reparto                                                                                       | Nominada  | [ 3 ] |
| 1994 | Premios Saturn        | Sarah Jessica Parker | Mejor actriz de reparto                                                                                       | Nominada  | [ 3 ] |
| 1994 | Premios Saturn        | Hocus Pocus          | Mejor película de fantasía                                                                                    | Nominada  | [ 3 ] |
| 1994 | Premios Saturn        | Hocus Pocus          | Mejores efectos especiales                                                                                    | Nominada  | [ 3 ] |
| 1994 | Premios Saturn        | Hocus Pocus          | Mejor vestuario                                                                                               | Ganadora  | [ 3 ] |
| 1994 | Premios Artista Joven | Thora Birch          | Mejor actriz juvenil principal en una película de comedia (compartido con Christina Vidal de Life with Mikey) | Ganadora  | [ 4 ] |
| 1994 | Premios Artista Joven | Vinessa Shaw         | Mejor actriz juvenil principal en una película de comedia                                                     | Nominada  | [ 4 ] |
| 1994 | Premios Artista Joven | Omri Katz            | Mejor actor juvenil principal en una película de comedia                                                      | Nominado  | [ 4 ] |
| 1994 | Premios Artista Joven | Sean Murray          | Mejor actor juvenil principal en una película de comedia                                                      | Nominado  | [ 4 ] |
| 1994 | Premios Artista Joven | Jason Marsden        | Mejor actor juvenil en un rol de voice-over - Televisión o Cine                                               | Nominado  | [ 4 ] |